# Noorder IJpolder
De Noorder IJpolder is een van de in 1872 drooggemaakte IJpolders langs het Noordzeekanaal. De  Noorder IJpolder, of Polder VIII, wordt aan de zuidwestkant begrensd door het Noordzeekanaal; aan de noordwestkant door Zijkanaal H, aan de noordoostkant door de Oostzanerdijk en door Zijkanaal I. De gronden werden tussen 1873 en 1879 door de Amsterdamse Kanaalmaatschappij in openbare veiling verkocht. In 1880 werden de gronden verkocht aan de gemeente Amsterdam.
Het aanvankelijk agrarische karakter van de polder maakte gaandeweg plaats voor woonbebouwing, industrie en haventerreinen. In de jaren twintig verrees hier Tuindorp Oostzaan, met een uitbreiding in de jaren vijftig dat bekend werd als Tuttifruttidorp. Op 14 januari 1960 overstroomde de polder als gevolg van een dijkdoorbraak bij Zijkanaal H, waardoor Tuindorp Oostzaan onder water kwam te staan. De geëvacueerde bewoners konden na een week weer terugkeren in hun natte woningen.
In de jaren 80 werd begonnen met de aanleg van de wijk Het Hogeland, ten zuiden van Tuttifruttidorp. Aan het begin van de 21e eeuw werd begonnen met de aanleg van de wijk De Bongerd.
Voorts ligt de NDSM-werf in deze polder. Ook sportpark Melkweg en de noordelijke toegang tot de Coentunnel zijn aangelegd in deze polder. De Noorder IJplas is uitgegraven ten behoeve van zandwinning van woningbouwprojecten in de omgeving.
In het kader van het plan Haven-Stad van de gemeente Amsterdam is grootschalige woningbouw gepland in de strook langs het Noordzeekanaal.